# Home Again (album Jimmy’ego Somerville’a)
Home Again – siódmy album w solowej karierze Jimmy'ego Somerville'a (ex Bronski Beat, ex The Communards)

## Lista utworów
1. Could it be love (03:33), muzyka i słowa: Jimmy Somerville, Felix J. Gauder,  Milan Sale
2. Under a lover's sky (05:12), muzyka i słowa: Jimmy Somerville, Tillmann Uhrmacher, Stefan Fornaro
3. Come on (03:47), muzyka Peter Plate, słowa: Peter Plate, Ulf Leo Sommer, Jimmy Somerville, Sunniva Greeve
4. It still hurts (03:32), muzyka Peter Plate, słowa: Peter Plate, Ulf Leo Sommer, Jimmy Somerville, Sunniva Greeve
5. It's so good (03:46), muzyka i słowa: Paul Mac, Jimmy Somerville
6. Burn (04:04), muzyka i słowa: Jimmy Somerville, John Winfield, Keith Osborne, Caroline Buckley
7. Ain't no mountain high enough (03:50), muzyka i słowa: Nickolas Ashford, Valerie Simpson
8. I will always be around (03:41), muzyka i słowa: Jimmy Somerville, Sally Herbert, Felix J. Gauder, Milan Saje
9. But not tonight (03:19), muzyka i słowa Martin Gore
10. Amnesia (03:54), muzyka i słowa: Jimmy Somerville, Felix J. Gauder
11. Home again (05:12), muzyka i słowa: Jimmy Somerville, Mauro Picotto, Andrea Remondini
12. What's your game? (05:08), muzyka i słowa: Jimmy Somerville, John Winfield, Keith Osborne, Caroline Buckley
13. Selfish days (05:03), muzyka i słowa: Jimmy Somerville, Jam El Mar
14. Stay (05:36), muzyka i słowa: Jimmy Somerville, Cet Merlin